# Дерюшево
Дерюшево — село в Малмыжском районе Кировской области, вблизи от трассы Казань-Малмыж. Входит в состав Калининского сельского поселения.

## Население
По данным переписи населения в 2010 году в Дерюшево проживает 175 человек.

## География
Деревня расположена в 4 км от реки Шошма. Высота над уровнем моря — 133 метра.

## Инфраструктура
На территории с. Дерюшево находится церковь Церковь Смоленской иконы Божией Матери (Богородицкая церковь) (1867 г. постройки), школ и других учебных заведений нет. В последние годы стало входить в состав «Агрофирма Калинино».